# George Balanchine: Lo schiaccianoci
George Balanchine: Lo schiaccianoci (titolo originale: George Balanchine's The Nutcracker) è film statunitense del 1993 diretto da Emile Ardolino, con un giovane Macaulay Culkin che interpreta il protagonista, cioè il principe Schiaccianoci. È tratto dalla fiaba dello Schiaccianoci e il re dei topi di E. T. A. Hoffmann, e dall'omonimo balletto russo ad esso ispirato, opera di Čajkovskij, allestito anche in America, nel 1954, diretto e interpretato da George Balanchine.